# Ślad po sobie
Ślad po sobie – drugi album studyjny polskiej grupy muzycznej Tewu. Wydawnictwo ukazało się 29 listopada 2008 roku nakładem wytwórni muzycznej Fonografika. Gościnnie w nagraniach wzięli udział Peja), Fu, Bolec, Trish, Solei, Flexxip, Lady K, Bendickz oraz Sheri. W ramach promocji płyty zostały zrealizowane teledyski do utworów „Łap łap nowy Tewu rap”, „Pokusa”, „My i wy”, „Hono tu”, a także miksu piosenek „Stara szkoła”, „Panika” i „Ślad po sobie”.

## Lista utworów
Opracowano na podstawie materiału źródłowego.
1. „Intro”
2. „Ślad po sobie”
3. „My i wy” (gościnnie: Peja) (cenzura)
4. „Agresja 2” (gościnnie: Fu, Bolec)
5. „Nie śpij” (gościnnie: Trish)
6. „Desperat” (gościnnie: Solei)
7. „Łap Łap nowy TeWu rap”
8. „Przynajmniej dzis” (gościnnie: Flexxip, Lady K)
9. „Gdy zasypia dobro”
10. „Pokusa” (gościnnie: Bendickz, Sheri)
11. „Hono tu” (gościnnie: Solei)
12. „Stara szkoła”
13. „Przykra prawda”
14. „Boli a zarazem wzmacnia”
15. „Panika”
16. „To za nami”
17. „My i wy” (gościnnie: Peja) (bez cenzury)